# バラ色の月
「バラ色の月」（ばらいろのつき）は、1969年9月1日に発売された布施明の17枚目のシングル盤レコードである。

## 解説
本曲はラテン・コンボ・スタイルの演奏に乗せ、布施が軽やかに歌っている。布施はこの曲で1969年の『第20回NHK紅白歌合戦』に3度目の出場を果たした。この時の布施は、レコードでは入っていない「イェイエィ」という掛け声を途中で入れながら歌っている。
なお、本曲の原盤権は布施が最初に所属していた渡辺プロダクションの傘下会社である渡辺音楽出版が保持している。

## 収録曲
1. バラ色の月（BS-1065）
作詞：なかにし礼　作曲：平尾昌晃　編曲：小谷充
2. 愛の歴史
作詞：安井かずみ　作曲：平尾昌晃　編曲：小谷充